# Boryszew
Boryszew S.A. ist ein börsennotierter Konzern aus Polen mit Sitz im masowischen Sochaczew. Das Unternehmen agiert über mehrere Konzernunternehmen als Zulieferer von Kabeln und Kunststoffelementen für die Automobilindustrie und ist darüber hinaus in den Bereichen Chemische Industrie (u. a. Hersteller von Kältemitteln und Kunstfasern) und Verarbeitung von Nichteisenmetallen aktiv.
Der Konzern war vom 23. September 2013 bis zum 20. Dezember 2015 im Wertpapierindex WIG30 der Warschauer Wertpapierbörse gelistet.